# L. Randall Wray

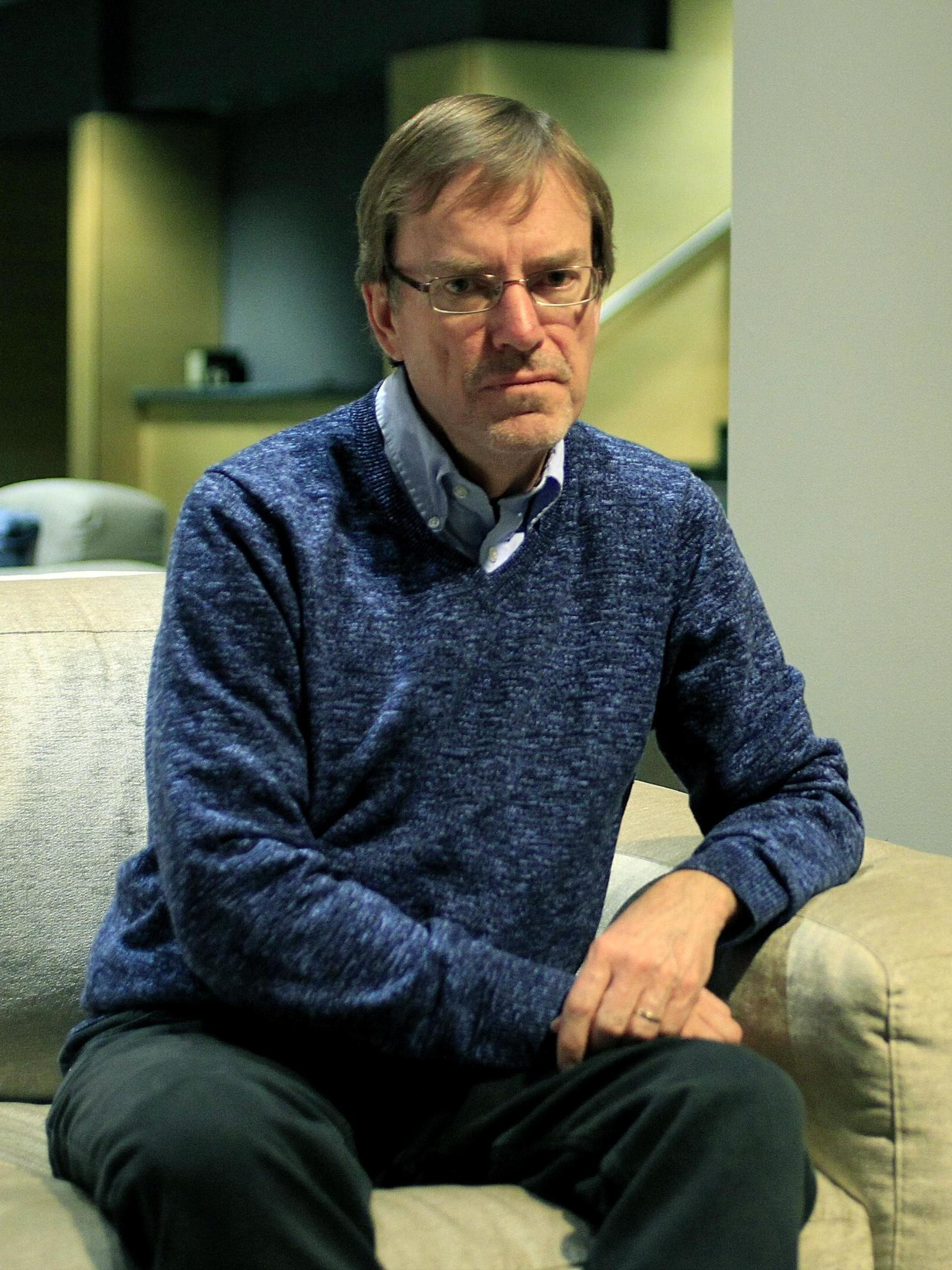
L. Randall Wray (2015).

L. Randall Wray (Larry Randall Wray; * 1953) ist ein US-amerikanischer Wirtschaftswissenschaftler und Professor an der University of Missouri–Kansas City. Er hat sich eingehend mit den Theorien Hyman P. Minskys auseinandergesetzt und ist leitender wissenschaftlicher Mitarbeiter am Center for Full Employment and Price Stability (CFEPS).
Wray kritisierte die populäre These von Carmen Reinhart und Kenneth Rogoff aus ihrem Buch Dieses Mal ist alles anders (2009), wenn die Staatsverschuldung 90 % des BIP erreiche, dann sinke das Wirtschaftswachstum. Wray dagegen meint, Reinhart und Rogoff hätten nicht mehr als eine Korrelation zwischen niedrigem Wachstum und hohen Schulden gezeigt, nicht aber, dass niedriges Wachstum aus hohen Schulden resultiere. Vor allem aber müsse man unterscheiden zwischen Ländern, die sich in eigener Währung verschulden (z. B. Japan) und solchen, die sich in fremder Währung verschulden (z. B. Argentinien 2000, Griechenland 2011). Letztere Länder könnten insolvent werden. Dies gelte nicht im selben Maße für Länder wie die USA, die ihre Währung nachdrucken können.
Gemeinsam mit Jan Kregel ist er Herausgeber des Journal of Post Keynesian Economics.

## Schriften
- Money and Credit in Capitalist Economies: The Endogenous Money Approach. Edward Elgar Publishing, 1990
- Understanding Modern Money: The Key to Full Employment and Price Stability. Edward Elgar Publishing, 1998
- (Hrsg.): Credit and State Theories of Money: The contributions of A. Mitchell Innes. Edward Elgar Publishing, 2004
- mit Mathew Forstater (Hrsg.): Contemporary Post Keynesian Analysis. Edward Elgar Publishing, 2005
- mit Mathew Forstater (Hrsg.): Money, Financial Instability and Stabilization Policy. Edward Elgar Publishing, 2006
- Why Minsky Matters: An Introduction to the Work of a Maverick Economist. Princeton University Press, 2016
- Modernes Geld verstehen: Der Schlüssel zu Vollbeschäftigung und Preisstabilität. Lola Books, 2018
- A Great Leap Forward: Heterodox Economic Policy for the 21st Century. Elsevier Academic Press, 2020
- Geld für Anfänger. Lola Books, 2023